# Kleine Synagoge (Chełm)
Koordinaten: 51° 8′ 0,2″ N, 23° 28′ 27,1″ O

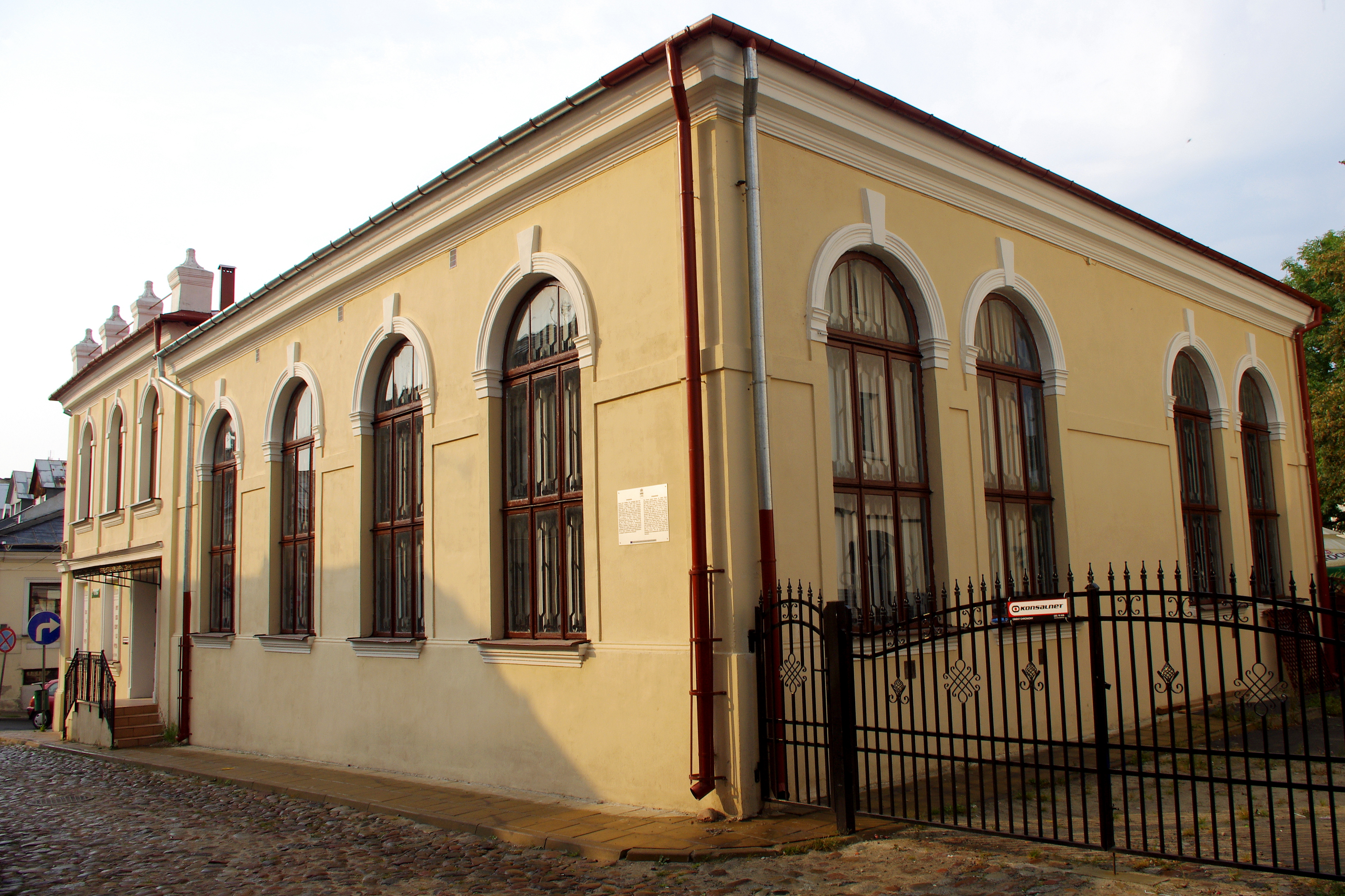
Kleine Synagoge in Chełm

Die Kleine Synagoge in  Chełm, einer polnischen Stadt in der Wojewodschaft Lublin, wurde von 1912 bis 1914 errichtet. Die profanierte Synagoge an der Ecke Kopernika-Straße und Krzywa-Straße ist seit 1984 ein geschütztes Kulturdenkmal.
Das Synagogengebäude wurde nach dem Zweiten Weltkrieg für unterschiedliche Zwecke genutzt. Heute befindet sich darin ein Restaurant.